# Artur Niepokojczycki
Artur Niepokojczycki (ur. 26 listopada?/8 grudnia 1813 w Słucku, zm. 30 października?/11 listopada 1881 w Petersburgu) – generał piechoty Armii Imperium Rosyjskiego pochodzenia polskiego.

## Życiorys
Urodził się w Słucku jako syn Adama Niepokojczyckiego, lokalnego ziemianina wyznania ewangelicko-reformowanego i marszałka szlachty słuckiej i jego żony Rozwadowskiej.
Po ukończeniu Korpusu Paziów służył w Sztabie Głównym. W latach 1841–1847 walczył na Kaukazie, w Czeczenii i Dagestanie. W 1849 uczestniczył w interwencji rosyjskiej na Węgrzech, gdzie dowodził sztabem V Korpusu. W latach 1853–1856, w okresie końcowym wojny krymskiej kierował sztabem sił morskich i lądowych na Krymie. W 1857 r. wrócił do Sztabu Głównego. Od 1864 r. zasiadał w Radzie Wojennej, był zaangażowany w reformę armii. W 1868 r. awansował do stopnia generała piechoty. W 1874 był mianowany adiutantem carskim. W wojnie rosyjsko-tureckiej 1877–78 był szefem Sztabu Polowego armii Naddunajskiej. Podczas pobytu cara na froncie, tj. do połowy grudnia 1877 roku, należał do pięciu osób, które rządziły Rosją. Miał złą renomę z powodu oskarżeń o korupcję.
Pochowany na luterańskiej kwaterze cmentarza wołkowskiego w Petersburgu.